# Teorema de Maekawa

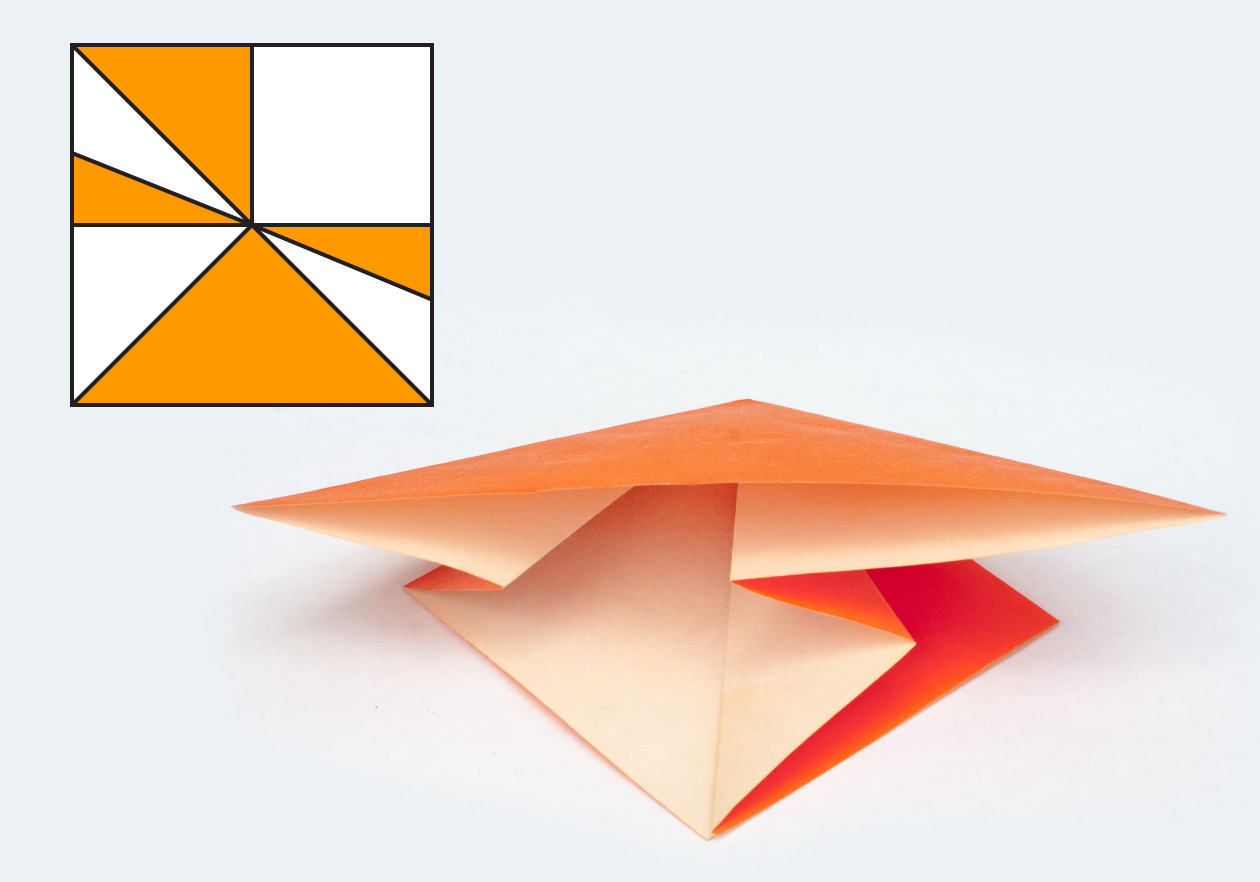
En este modelo plano de un solo vértice, el número de pliegues montaña (los cinco pliegues con el lado coloreado por fuera) es dos unidades más alto que el número de pliegues valle (los tres pliegues con el lado blanco por fuera).

El teorema de Maekawa es un teorema de la disciplina de las matemáticas del origami que recibe su nombre del matemático japonés Jun Maekawa. Trata sobre patrones de pliegues modelos de origami planos (que se pueden aplastar hasta formar una figura plana) y enuncia que en cada vértice, la diferencia de pliegues valle y montaña en cualquier dirección es siempre dos. El mismo resultado también fue descubierto por Jacques Justin y, antes incluso, por S. Murata.

## Enunciado
El enunciado del teorema trata acerca de figuras de origami planas cuyos pliegues convergen en un centro al ser desplegadas. Los pliegues de una figura plana se pueden dividir en dos categorías: los pliegues montaña (en adelante denotados {\displaystyle M}) y los pliegues valle (en adelante denotados {\displaystyle V}). Esta clasificación puede hacerse de dos maneras: o se consideran los pliegues con ángulos hacia fuera como montaña y los pliegues con ángulos hacia dentro como valle, o viceversa. Nótese que esta elección depende de en qué sentido se esté mirando la figura, pues basta girarla para que los pliegues hacia fuera se conviertan en hacia dentro y viceversa.
Considerando los pliegues con ángulos hacia fuera como pliegues de montaña, el teorema de Maekawa establece que
{\displaystyle M-V=2}.
De lo contrario (o, simplemente, mirando la figura por el otro lado), que
{\displaystyle M-V=-2}.
Ambos casos se pueden englobar en el siguiente enunciado:
{\displaystyle \vert M-V\vert =2}.

## Esbozo de la demostración
Primero establecemos que los pliegues montaña serán aquellos que apuntan hacia fuera, es decir, que tienen un ángulo interior de {\displaystyle 0^{\circ }}, pues la figura está doblada. Sea {\displaystyle n=M+V} el número total de pliegues de la figura. Consideremos un plano perpendicular a la figura doblada (queda plegada en un plano) que interseque todos los pliegues. Consideremos el polígono con vértices las intersecciones de este plano con la figura doblada. Como la figura tiene {\displaystyle n} pliegues, el polígono tiene {\displaystyle n} vértices y la suma de los ángulos interiores de un tal polígono es de {\displaystyle (n-2)\cdot 180^{\circ }}. Como el plano intersecaba todos los pliegues, esta es, de hecho, la suma de todos los ángulos interiores de la figura plegada. 
Olvidándonos ahora del polígono, vamos a calcular el mismo número de otra forma. Habiendo elegido los pliegues montaña como los que apuntan hacia fuera, los pliegues valle apuntarán hacia dentro, es decir, tendrán ángulos interiores (pues la figura está plegada) de {\displaystyle 360^{\circ }}. Así, la suma de los ángulos interiores se puede calcular también como {\displaystyle 0^{\circ }\cdot M+360^{\circ }\cdot V}. Como la suma de ángulos interiores no puede tener dos valores distintos, tenemos que {\displaystyle 0^{\circ }\cdot M+360^{\circ }\cdot V=(n-2)\cdot 180^{\circ }{\overset {{\text{def }}n}{=}}(M+V-2)\cdot 180^{\circ }}. Despejando se sigue que {\displaystyle M-V=2}.
Si se hubieran definido los ángulos valle y montaña al revés (o si, equivalentemente, se estuviera mirando la figura desde el otro lado), {\displaystyle M} y {\displaystyle V} intercambian sus roles y obtenemos simétricamente que {\displaystyle V-M=2\Leftrightarrow M-V=-2}.
En cualquier caso, hemos demostrado que {\displaystyle \vert M-V\vert =2}. {\displaystyle \quad \square }

## Corolarios
Un primer corolario es que El número de pliegues incidentes a cada vértice de una figura plana es siempre par.
Dada cualquier figura plana, nos fijamos en un entorno de un vértice de la misma en el que no haya más vértices para aplicar el teorema (nos queda una figura plana de un solo vértice). 
En esta nueva figura de un solo vértice, por el teorema, {\displaystyle \vert M-V\vert =2} y, en particular, {\displaystyle M-V} es divisible por 2. Como {\displaystyle 2V} es trivialmente par, también lo es {\displaystyle M-V+2V=M+V=n}, el número total de pliegues. 

Podemos hacer esto para cada vértice de la figura, por lo que el número de pliegues incidentes en cada uno de ellos es par, como queríamos demostrar. {\displaystyle \quad \square } 
Y un segundo corolario afirma que Las regiones formadas por el patrón de pliegues creado al desplegar una figura plana se pueden pintar con dos colores de forma que dos regiones contiguas tengan colores distintos.
Podemos considerar el patrón de pliegues como un grafo entendiendo que los pliegues que llegan al borde del papel son incidentes en un vértice extra que podemos entender como "el borde". Por el corolario anterior, el número de pliegues incidentes a cada vértice salvo el borde (y, por tanto, el número de aristas incidentes a cada vértice del grafo salvo el borde) es un número par. Supongamos que el número de pliegues que llegan al borde también es par (demostraremos esto al final). Por tanto, el grafo es euleriano. Además, por construcción, el grafo es plano. El grafo dual (cuyos vértices son las caras del grafo original y dos vértices son contiguos si lo eran las caras en el grafo original) de un grafo euleriano es un grafo bipartito, como se demuestra en la página del grafo dual. Un grafo bipartito se puede colorear con dos colores (uno para cada parte) tal que dos vértices contiguos tengan colores distintos. Pero estos vértices son las caras del grafo original, y la contigüidad de estos vértices se corresponde con la contigüidad de las caras en el grafo original. Por tanto, podemos colorear las caras del grafo original (el patrón de pliegues de la figura plana) con dos colores tal que regiones contiguas tengan colores distintos.
Sólo nos queda demostrar que el número de pliegues que llegan al borde es par. Lo hacemos por inducción. Consideremos el papel sin el patrón; vamos a reconstruir el patrón vértice por vértice y ver que al borde siempre llega un número par de pliegues. 
Añadimos un vértice y sus pliegues incidentes. Mientras no añadimos más vértices, consideramos que estos pliegues llegan al borde. Entonces, llegan al borde un número par de pliegues por el corolario (todos los incidentes al primer vértice). Ahora iremos añadiendo vértices como sigue. Cada vértice que añadimos lo hacemos incidente a todos sus pliegues incidentes que ya hayan sido añadidos al grafo (nótese que los pliegues ya añadidos a los que puede ser incidente necesariamente llegaban al borde antes de la adición del vértice); el resto de pliegues incidentes a ese vértice se considerarán incidentes al borde. 

Por inducción, supongamos que hemos añadido {\displaystyle n-1} vértices al grafo y que al borde llega un número par de pliegues. Añadamos un vértice nuevo (que tiene, por el corolario, un número par de pliegues incidentes). Sea {\displaystyle d} el número de pliegues incidentes a este nuevo vértice que ya hayan sido añadidos antes, y sean {\displaystyle 2m,2k} el número de pliegues que llegaban al borde con {\displaystyle n-1} vértices y el número de pliegues incidentes al nuevo vértice, respectivamente (sabemos que son números pares). El número de pliegues que llegan al borde con el nuevo vértice añadido es {\displaystyle 2m-d+(2k-d)=2m+2k-2d=2(m+k-d)}, un número par. Por tanto, podemos ir añadiendo todos los vértices y el número de pliegues que llegan al borde siempre será par y, en particular, cuando los hayamos añadido todos. Esto completa la demostración.{\displaystyle \quad \square }